# Kutkorz
Kutkorz (ukr. Куткір) – wieś w obwodzie lwowskim, w rejonie złoczowskim na Ukrainie.
Miejsce urodzenia polskiego reżysera, aktora i dramatopisarza Jana Nepomucena Kamińskiego.
W okresie zaborów w miejscowości znajdował się młyn prochowy, którego całą produkcję prochu nabywał rząd austriacki (rocznie ok. 2700 cetnarów) za cenę od 9 -15 złr za cetnar. Surowiec do produkcji (saletrę i siarkę) dostarczało państwo.
We wsi był przystanek kolejowy Kutkorz.
Do 2020 w rejonie buskim. 

## Położenie
Na podstawie Słownika geograficznego Królestwa Polskiego i innych krajów słowiańskich Kutkorz to: wieś w powiecie złoczowskim, położona 30 km na północny-zachód od sądu powiatowego Złoczowie, zaraz na południe od Bezbrud, na północ od Bałuczyna i Rusiłowa, na zachód od Krasnego.

## Zabytki
- pałac wybudowany w XVIII w. przez Jerzego Antoniego Łączyńskiego jako ruina przetrwał do 1939 r.[4]
- klasztor Marii Śnieżnej (1803)[5]